# Троицкий костёл (Волчин)
Троицкий костёл (бел. Троіцкі касцёл) — католический храм при усадьбе Чарторыйских, расположенный в деревне Волчин Каменецкого района Брестской области Белоруссии.

## История
Костёл был заложен 18 июля 1729 г. брестским архидиаконом и заместителем судьи Яновской генеральной консистории Владиславом Сутковским. Строительство было завершено в 1733 г. Построен за средства краковского кастеляна Станислава Понятовского. Когда у него родился сын Станислав Август Понятовский, последний король Речи Посполитой, его крестили именно в этой церкви.
По некоторым сведениям, окончательно костёл был достроен и оборудован в 1743 году, благодаря усилиям нового владельца Волчина — Михаила Чарторыйского, которому имение досталось в 1738. Работы по отделке интерьера продолжались и в последующие годы. Среди архивных материалов найдена также информация, что в 1755 в Волчине работал архитектор Крейц, который был одним из лучших учеников Пёппельмана, Явха, Дейбеля. В конце XVIII в. Адамом Чарторыйским проведен ремонт Волчинского дворца и костела.
После восстания 1863-1864 гг. костёл в Волчине был сначала закрыт, а потом передан православным верующим. Работы по перестройке костела в церковь начались в 1873 году. 30 августа 1876 г. состоялось освящение церкви во имя Пресвятой Троицы. Свято-Троицкая церковь была приписана к волчинской церкви Св. Николая Чудотворца. За период существования церкви крупных ремонтов и переделок здания не проводилась.

Костёл до 1939 г.
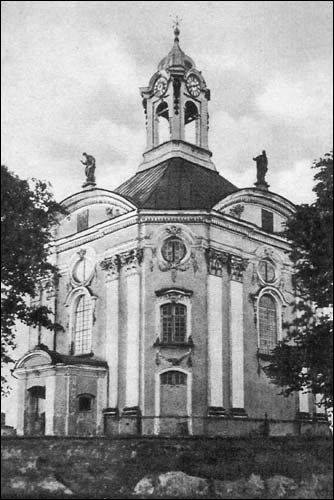
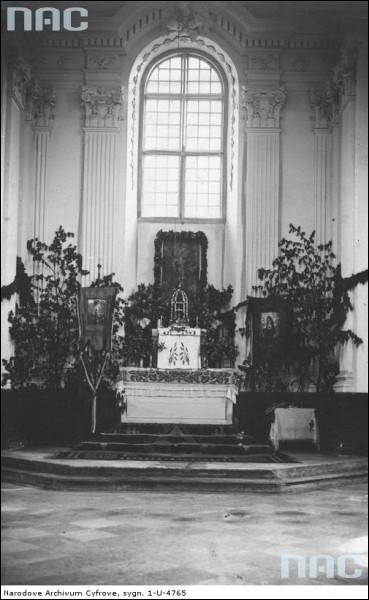
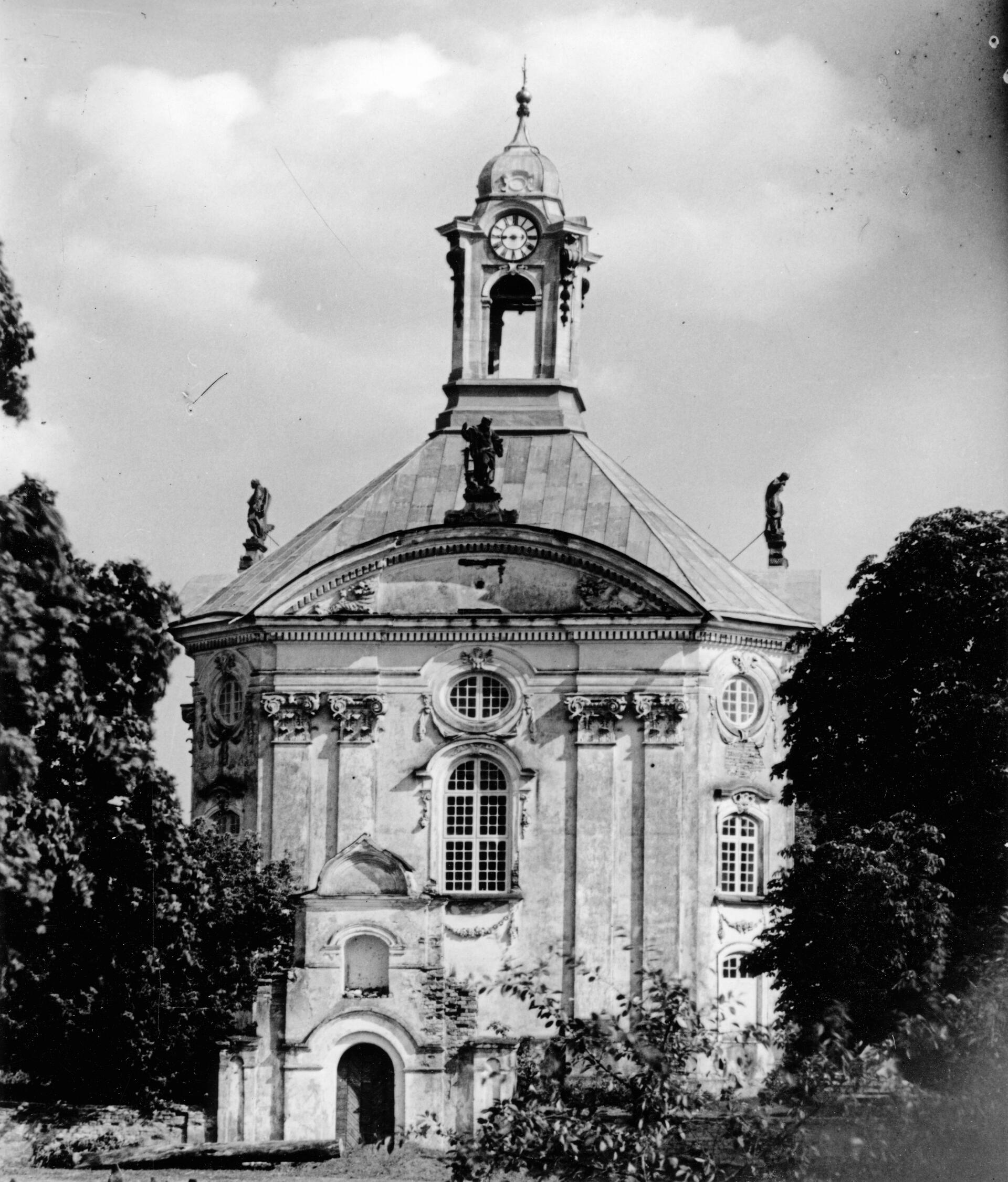
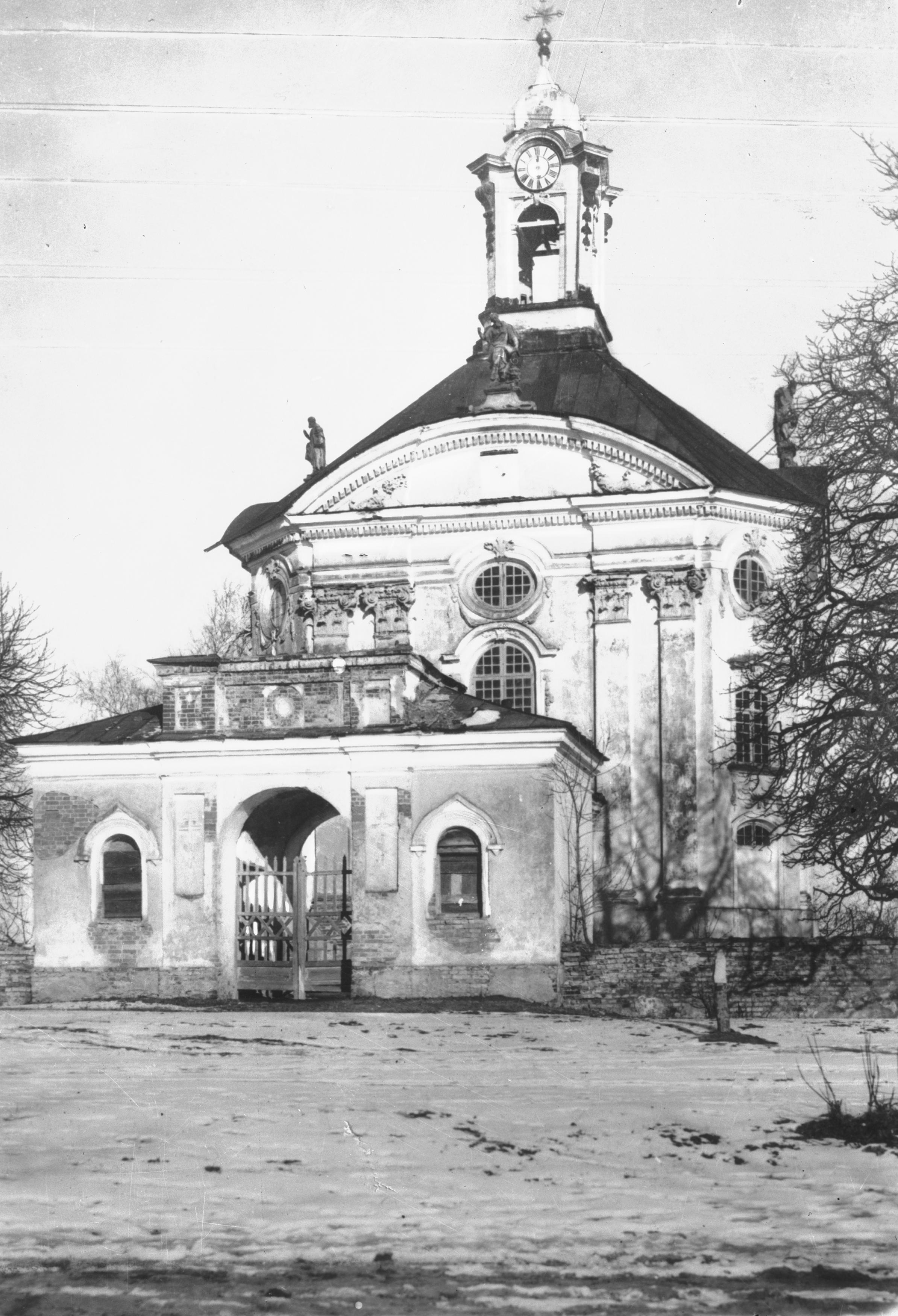

В 1918 г. Волчинский храм был возвращён католикам. В 1925 г. в храме отремонтирована штукатурка, сделана печка, укреплена конструкция башни, вставлены новые двери, оконные рамы, отремонтирована крыша. В 1930-е среди польского населения региона началась кампания по возрождению Свято-Троицкого храма. В храме хранилась метрика Станислава Августа Понятовского, родившегося в Волчине, - последнего короля Речи Посполитой. А в июле 1938 г. в Волчин из Ленинграда был перевезён гроб с останками короля Станислава Августа Понятовского. Перезахоронение проводилось тайно от общественности, без выполнения необходимого в таком случае ритуала. Вторая мировая война приостановила начавшийся ремонт костёла.
В середине 1950-х годов костёл закрыли и передали колхозу, который использовал его как склад. Захоронение последнего короля было разграблено. В 1988 году часть сохранившихся останков Понятовского передали в Варшаву.
В 2007 году здание передали верующим, спустя два года началось восстановление костела, которое завершилось в конце ноября 2020 года. 22 ноября 2020 года бискуп Пинский Антоний Демьянко совершил обряд благословления восстановленного костела.

## Архитектура
Костёл — произведение архитектуры позднего барокко с чертами рококо. Представляет собой центричное восьмигранное в плане каменное здание, накрытое гранёной шатровой крышей. В его завершении бельведер с часами-курантами (уничтожен в 1939 году, восстановлен в 2010-х годах). Вход выделен низким притвором, который не нарушает центральности общей композиции. Широкие грани фасадов крапированы двойными пилястрами коринфского ордера, завершены лучковыми фронтонами, увенчанными скульптурными изображениями евангелистов, рокайльными вазами.
Оконные проёмы расположены в три яруса: лучковые внизу и на втором ярусе узких граней; высокие арочные на широких гранях, круглые и овальные люкарны в верхнем ярусе. Наличников окон насыщенные профилировкой, орнаментальной лепкой, декорированы лепными гирляндами.

### Интерьер
Зал храма имеет форму греческого креста, перекрытая плоским потолком. Углы срезаны четырьмя овальными в плане помещениями с лоджиями на втором ярусе, на которые ведут витые всходы. Два яруса ограничен широким воздушных с профилированным карнизом и орнаментальным фризом. Первый ярус стен раскрапаваные[прояснить] коринфскими каннелированными пилястрами, второй — тонкими лопатками с гирляндами в простенках. В декоре широко использована стукавая[прояснить] лепка: картуши, гирлянды, букеты цветов, окантованный орнамент, горельефы путти и херувимов. Основными пластико-декоративными акцентами интерьера являются три алтаря — главный и два боковых.

### Плебания
Рядом с церковью (с восточной стороны) сохранилось здание плебании — одноэтажный прямоугольный в плане объём под вальмовой крышей с мансардой.